# شهادة رابطة صناعة التسجيلات الأمريكية
في الولايات المتحدة، تُشرف رابطة صناعة التسجيلات الأمريكية (RIAA) على برنامج جوائز يُمنح بناءً على العدد المُعتمد من الألبومات والأغاني المنفردة المباعة عبر منافذ البيع بالتجزئة والأسواق الأخرى. كما تُقدم دول أخرى برامج مماثلة (انظر شهادة مبيعات الموسيقى المسجلة).
لا تُمنح الشهادة تلقائيًا، بل يتعين على شركة التسجيلات التقدم بطلب للحصول عليها. يخضع الطلب لعملية تدقيق تستند إلى صافي الشحنات بعد خصم المرتجعات، وغالبًا ما يُستخدم كشف عائدات الفنان كمرجع. يشمل التدقيق المبيعات المباشرة لتجار التجزئة والموزعين، بالإضافة إلى المبيعات المباشرة للجمهور، مثل نوادي الموسيقى والطلبات البريدية وغيرها من قنوات التوزيع.